# Karen Horney

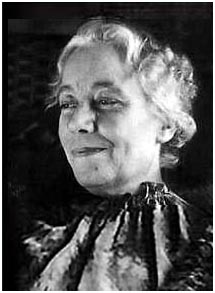
Karen Horney (1938)

Karen Clementine Theodore Horney geb. Danielsen (* 16. September 1885 in Blankenese; † 4. Dezember 1952 in New York) war eine deutsch-amerikanische Psychoanalytikerin und Vertreterin der Neopsychoanalyse. Der Nachname wird, auch im Englischen, wie „Hornei“ ausgesprochen, nicht wie „Horni“.

## Leben
Karen Danielsen wurde 1885 als Tochter des norwegischen Kapitäns Berndt Henrik Wackels Danielsen (1835–1910) und der aus Holland stammenden Mutter Clothilde Marie van Ronzelen in Hamburg-Blankenese geboren. 1901 wurde sie von Nicolai von Ruckteschell in der Friedenskirche Eilbek konfirmiert. Gegen den Wunsch ihres Vaters, aber unterstützt von ihrer Mutter und ihrem älteren Bruder begann Karen Danielsen 1906 als eine der ersten Frauen in Deutschland ein Medizinstudium (in Freiburg). Über ihren Studienkollegen Carl Müller-Braunschweig – der wie sie später Psychoanalytiker werden sollte – lernte sie dort den Wirtschaftsstudenten Oskar Horney (1883–1948) kennen. Beide heirateten 1909 und zogen, zusammen mit ihrer Mutter, nach Berlin, wo ihr Mann in der Industrie tätig wurde und sie an der Charité ihr Studium fortsetzte.
Eine neue Gedenktafel wurde am 6. März 2025 durch die Initiative der Frauenklinik der Charité (Campus Virchow Klinikum) mit Unterstützung der Europäischen Künstlergilde für Medizin und Kultur, dem Berliner Institut für Psychoanalyse und Psychotherapie (BIPP) sowie der Psychosomatik und der Psychiatrie der Charité angebracht.

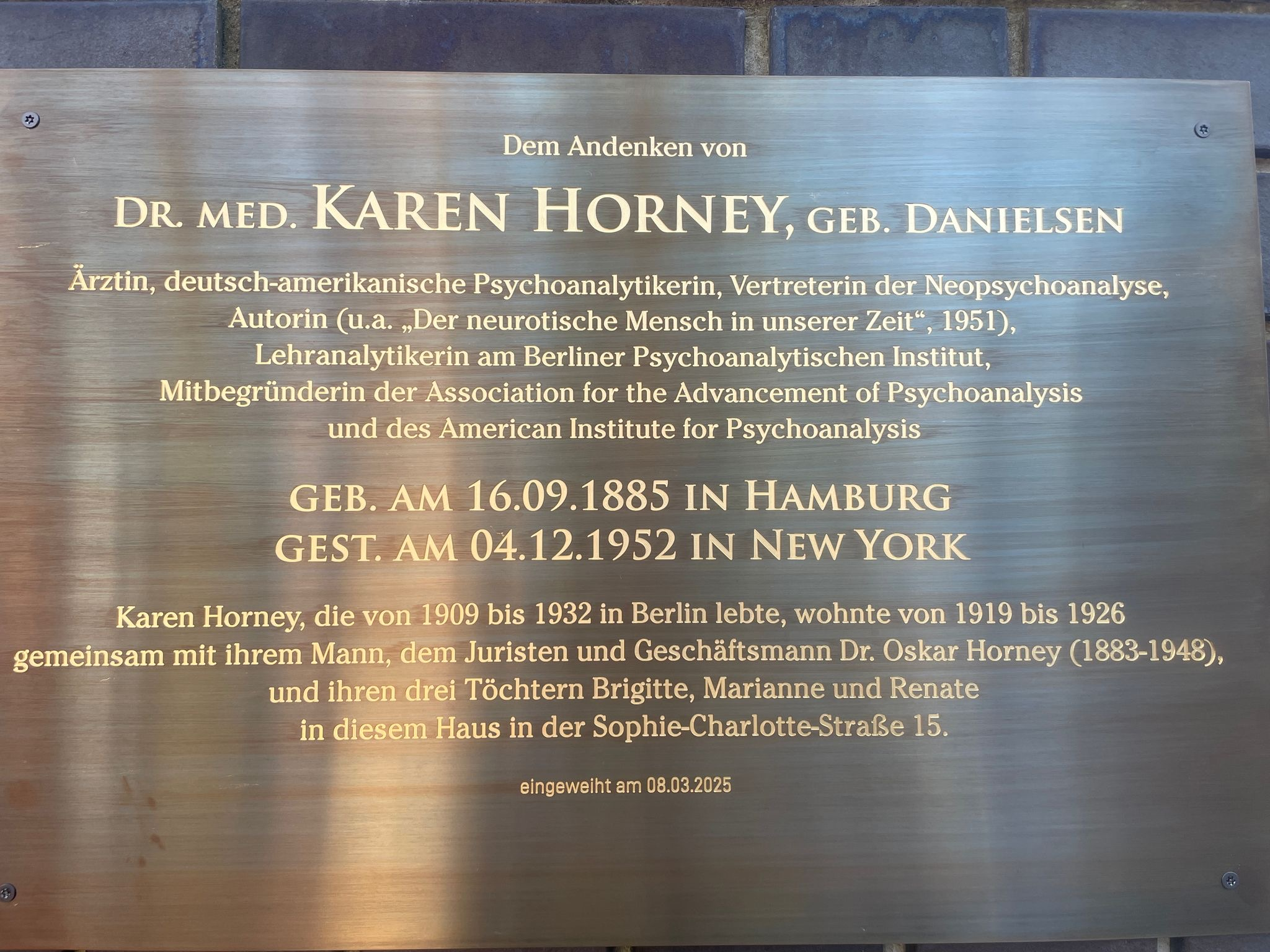
Gedenktafel für Karen Horney in der Sophie-Charlotte-Straße 15

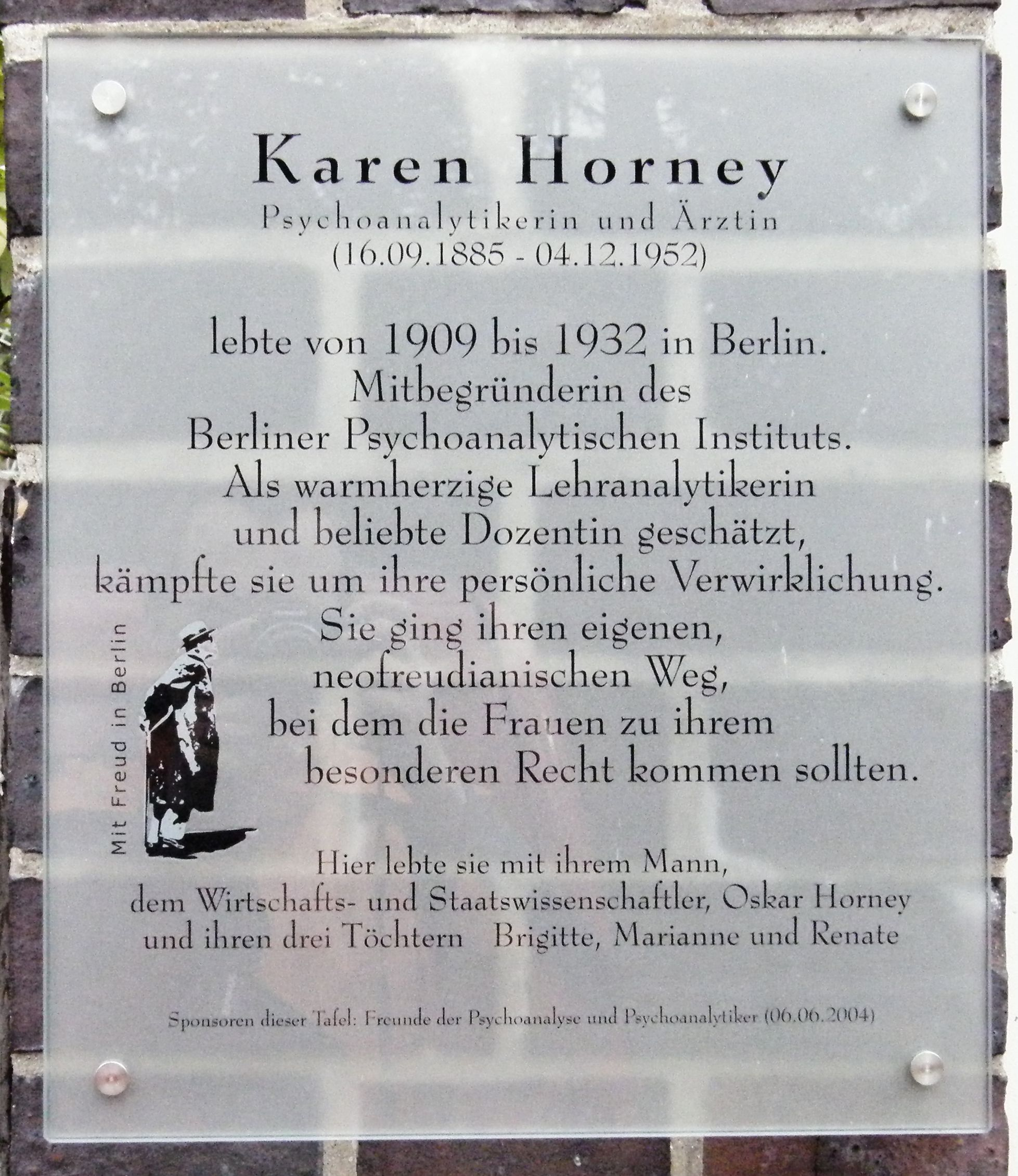
Gedenktafel für Karen Horney in der Sophie-Charlotte-Straße 15 in Berlin-Zehlendorf, aus der Reihe Mit Freud in Berlin

Noch während des Studiums brachte Karen Horney 1911 ihre erste Tochter Sonni Brigitte (die spätere Schauspielerin Brigitte Horney) zur Welt. Im gleichen Jahr begann sie – wie der ebenfalls nach Berlin gezogene Müller-Braunschweig – eine Psychoanalyse bei Karl Abraham. Nach ihrem Staatsexamen Ende des Jahres und ihrem Praktischen Jahr am Urbankrankenhaus sowie auf der psychiatrischen Abteilung der Heil- und Pflegeanstalt Berolinum von James Fraenkel in Lankwitz erhielt sie 1913 ihre Approbation. 1915 promovierte sie bei Karl Bonhoeffer über Psychosen nach Kopfverletzungen. Bereits 1913 hatte sie ihre zweite Tochter Marianne bekommen; 1916 kam die dritte Tochter Renate.
1915 arbeitete sie kurz als Assistentin in der Poliklinik von Hermann Oppenheim und dann bis 1918 an einem Berliner Psychiatrischen Krankenhaus. 1919 eröffnete sie eine eigene Praxis als Psychoanalytikerin und wirkte am Berliner Psychoanalytischen Institut als Lehranalytikerin, blieb aber auch für Anregungen von anderen Seiten offen, so dass sie sich beispielsweise 1928 im Vorstand der Berliner Ortsgruppe der schulenübergreifenden Allgemeinen Ärztlichen Gesellschaft für Psychotherapie engagierte.
1932 verließ Karen Horney Deutschland, um in den USA zunächst als Direktionsassistentin unter Franz Alexander am Psychoanalytischen Institut in Chicago zu arbeiten. Horney ging also 1932 aus persönlichen und „beruflichen“ Gründen nach Chicago. Sie stand zuvor in Berlin Analytikern wie Wilhelm Reich und Erich Fromm nahe. In New York wurde sie 1934 Fromms Lebensgefährtin. Trotz Sandor Radós heftiger Opposition wurde sie 1935 Mitglied der New York Psychoanalytic Society (NYPS), wo sie viel Erfolg in ihrer Lehre und mit ihren Veröffentlichungen hatte.
Da sie zu einem Scheidungsverfahren über Berlin vorbeikam, hielt sie gelegentlich im Dezember 1936 in dem von Matthias Heinrich Göring dirigierten Institut für Psychotherapie einen Vortrag unter dem Titel Das neurotische Liebesbedürfnis. Dieser fand, insbesondere wegen seines Freud kritisierenden Einschlags, den Beifall von Matthias Göring selbst, dem Horney auf seine Bitte hin den Vortragstext zusandte.
Nach verschiedenen Auseinandersetzungen in der amerikanischen psychoanalytischen Gesellschaft gründete Karen Horney 1942 zusammen mit einer Reihe anderer Analytiker (u. a. Erich Fromm) eine neue Gesellschaft, die „Association for the Advancement of Psychoanalysis“, und gründete ein eigenes psychoanalytisches Institut, das auch heute noch unter dem Namen „Karen Horney Institut“ existiert. Horney verstarb am 4. Dezember 1952 in New York im Alter von 67 Jahren an den Folgen einer Krebserkrankung.

## Tiefenpsychologisches Werk
In ihrem ersten Buch The Neurotic Personality of Our Time, New York 1937, beschreibt Horney erstmals in der Tiefenpsychologie die Entstehung der Neurosen als Ergebnis soziologischer Faktoren. Mit Hilfe dieses Ansatzes macht sie die gesellschaftlichen und kulturellen Auswirkungen der allgemeinen Verbreitung von Neurosen deutlich.
In ihrem zweiten Buch New Ways in Psychoanalysis, New York 1938, deckt sie viele Fehler in der Theorie von „Übervater“ Sigmund Freud auf und verdeutlicht gleichzeitig an seiner Theorie ihren viel einfacheren und plausibleren Ansatz zum Verständnis von Neurosen.
Danach ist der Weg für die Entwicklung eines noch besseren Verständnisses von Neurosen frei. Dieses entwickelt sie Schritt für Schritt in ihren letzten drei Bänden, wie sie selbst zusammenfasst. Self-Analysis, New York 1942, Our Inner Conflicts, New York 1945, Neurosis and Human Growth, New York 1950. Sie werden deshalb im Weiteren als ihr Spätwerk bezeichnet. Auf diesem langen Weg wird mancher Begriff aus den Frühwerken in ihrem Spätwerk neu gefasst oder neu begründet (vergl. die Rolle von Angst/Feindseligkeit in im Vergleich zu der des Selbsthasses in).

### Erste eigene Schritte
Erste eigene Schritte unternahm Horney im Alter von 52 Jahren mit Der neurotische Mensch unserer Zeit (New York, 1937) und wagte damit zum ersten Mal, gegenüber Freud eine eigene Stellung zu beziehen. Dieses Buch ermöglicht dem Leser ein Verständnis für Neurosen und gibt eine Vorstellung, welche Auswirkungen diese fast unsichtbare Fehlentwicklung für den einzelnen Menschen, aber auch die ganze Kultur hat. Es beginnt mit einer soziologisch inspirierten Definition der Neurose, führt diese auf Angst und Feindseligkeit zurück, beschreibt die kulturell weit verbreiteten Methoden zur Beruhigung neurotischer Ängste und beleuchtet das Problem des universellen Wettbewerbs in unserer Gesellschaft.

#### Der Begriff der Neurose
Kennzeichen einer Neurose sind für Horney:
1. eine vom Durchschnitt der Gesellschaft abweichende Verhaltensweise,
2. eine starre, monotone Reaktionsweise,
3. eine starke Diskrepanz zwischen Befähigung zu und tatsächlich erbrachter Leistung,
4. ein extremes Ausmaß von Ängsten,
5. die Verfolgung von widersprüchlichen Absichten.

(Zu 1: Innerhalb einer Population/Gesellschaftsschicht werden bestimmte Verhaltensweisen als normal empfunden, andere als abweichend.
Zu 2: Anstatt je nach Situation freundlich oder misstrauisch zu sein, ist der Neurotiker entweder immer freundlich oder immer misstrauisch.
Zu 3: Z. B. nimmt in einem tatsächlichen Fall ein Neurotiker keine seiner Ausbildung entsprechende Position an, sondern begnügt sich mit einer sehr unterdurchschnittlichen Arbeit.
Zu 4: Das Leben jedes Menschen ist mit Ängsten verbunden, die des Neurotikers aber übersteigen das Normalmaß beträchtlich. Ihre Beruhigung beansprucht ihn so sehr, dass ihm wenig Kraft für anderes bleibt.
Zu 5: Der Neurotiker versucht Ziele zu erreichen, die sich eigentlich ausschließen. Z. B. möchte er sich zugleich konkurrierend und rücksichtsvoll verhalten und sucht endlos nach einem ausgewogenen Kompromiss zwischen diesen Extremen.)

#### Angst und Feindseligkeit
Nach Horneys Ansicht ist Angst das zentrale Problem einer Neurose. Sie beschreibt unzählige Wege, auf denen die (übersteigerte = neurotische) Angst im Menschen entsteht und immer weitere Lebensbereiche verändert: Charakter, Beziehungen, Gesundheit und Schicksal. So schreibt sie: „Der neurotische Prozess ist eine besondere Form der menschlichen Entwicklung. Er bedeutet eine Vergeudung der menschlichen Kräfte“. Auf dem Weg in die Neurose spielt für Horney das Entstehen der sog. Grundangst eine zentrale Rolle. Das Kind reagiert auf die Ängste und Feindseligkeiten der Pflegepersonen unbekümmert mit (Ablehnung und) Feindseligkeit. Diese (berechtigte) Gegenreaktion des Kindes wird aber von den Pflegepersonen unter Ausnutzung der großen Abhängigkeit des Kindes bekämpft und unterdrückt, zum großen Teil in völliger Unwissenheit, die Feindseligkeit selbst ausgelöst zu haben. Um zu überleben, muss das Kind fortan seine feindseligen Regungen in sich unterdrücken. Wird dieser Zustand nicht durch günstige Umstände überwunden und bleibt deshalb für einen langen Zeitraum erhalten, entwickelt das Kind die sog. Grundangst.
Durch die Unterdrückung der Feindseligkeit steht diese als Reaktion für eine konkrete Problembewältigung (z. B. Feindseligkeit auf Provokation) nicht mehr zur Verfügung. Zudem kreist der unterdrückte Affekt wie eine Sprengladung im Gemüt und sucht eine Möglichkeit zur Entladung. Letztlich gelingt die Affektabfuhr durch Entladung aber nur schlecht, so dass die Feindseligkeit im Neurotiker mehr und mehr zunimmt. Dazu kommt die positive Rückkopplung von Angst und Feindseligkeit: Feindseligkeit steigert Angst, weil Feindseligkeit nicht gut vorzeigbar ist und verborgen werden muss, und Angst die Feindseligkeit, weil die anderen Menschen so wenig kalkulierbar und gefährlich sind.

#### Minderung der Grundangst
Die Grundangst plagt nicht nur den psychisch Kranken, sondern ist in mäßigem Umfang mehr oder weniger bei jedem anzutreffen. Zu ihrer Beschwichtigung dienen in der westlichen Kultur vier Wege, die Horney kurz mit Liebe, Abhängigkeit, Macht und Distanzierung bezeichnet. D. h. jedermann, aber auch der Neurotiker, dämpft seine Angst, indem er
1. sich Liebe zu verschaffen versucht;
2. a) sich Institutionen unterwirft (Annahme traditioneller Ansichten, Akzeptanz einer Regel (Mönchtum, Guru)) und/oder b) sich Personen gegenüber nachgiebig verhält (der Versuch, es allen recht zu machen);
3. nach Macht strebt;
4. sich von allem distanziert. Dazu gehört der Verzicht auf Besitz, Reduktion der Bedürfnisse oder vorgebliche Unverletzlichkeit. Ziel ist dabei, von den Mitmenschen unabhängig zu sein.

Diese Beschwichtigungsmaßnahmen sind für die Person unverzichtbar und zwingend wie ein biologischer Trieb. Diese Wege sind nicht alle kombinierbar, manche schließen sich gegenseitig aus.
Neurotiker (aber auch weniger stark gestörte Menschen) entwickeln durch Kombination einiger dieser vier Wege vor allem folgende Verhaltensweisen:
- Ein neurotisches Liebesbedürfnis. Der Neurotiker versucht die Angst durch eine Liebesbeziehung zu überwinden. Gelingt ihm das, gewinnt er Sicherheit, etwas Befriedigung und eine Möglichkeit, seine Feindseligkeit etwas abzureagieren. Die Merkmale des neurotischen Liebesbedürfnisses sind Hilflosigkeit, Verlust an Spontaneität und Anpassungsfähigkeit, Überschätzung des Geliebtwerdens, der Wunsch, von allen geliebt zu werden, Unfähigkeit zur Einsamkeit, die Bereitschaft, für Zuneigung jeden Preis zu zahlen, Unersättlichkeit, Eifersucht, Verlangen nach bedingungsloser Liebe und Empfindlichkeit gegen Ablehnung. Um trotz eigener Feindseligkeit Liebe zu erhalten, versucht er sogar mit Liebe zu bestechen, Mitleid oder Gegenleistung einzuklagen, wagt es aber auch, Leib und Leben der Anderen zu bedrohen. Dass sehr oft Sexualität als Mittel zur Minderung der Angst gewählt wird (andere Mittel sind Schlaf, Essen und Trinken), hat nach Horney seinen Ursprung nicht im Sexualtrieb, sondern im Fortsetzen des Sich-Anklammerns an einen Elternteil während der Kindheit.
- Streben nach Macht, Anerkennung und Besitz. Während Liebe durch intensiven Kontakt beruhigt, beruhigen Macht/Ansehen/Besitz durch Distanz. In der Kultur der Pueblo-Indianer haben sie diese beruhigende Wirkung nicht(!). In unserer Kultur verstärken Macht/Ansehen/Besitz das Gefühl von Sicherheit. Sie werden allerdings erst dann gewählt, wenn Liebe als Beruhigungsmittel nicht möglich ist. Horney bezeichnet Macht/Ansehen/Besitz deshalb als abgeleitete (künstliche) Bestrebungen des Menschen. Macht schützt vor dem Gefühl der Hilf- und Bedeutungslosigkeit und der Schwäche. Der Neurotiker missbraucht sie jedoch leicht durch Herrschsucht, Rechthaberei, totale Beherrschtheit, Dickköpfigkeit, Ahnungslosigkeit oder Unnachgiebigkeit. Ansehen hilft gegen die gleichen Gefühle. Der Neurotiker versucht Ansehen zu erreichen, indem er beeindruckt, Bewunderung oder Verehrung auslöst. Besitz schützt dagegen vor Verarmung, Entbehrung und Abhängigkeit von anderen, ist aber auch ein Weg, um zu Macht und Ansehen zu gelangen.

Alle drei Mittel erlauben auch Feindseligkeit abzureagieren: in Form von Dominanz über andere, durch die Demütigung oder die Benachteiligung anderer.

#### Der Wettbewerb und seine Folgen
Macht/Ansehen/Besitz werden in der westlichen Kultur überwiegend durch Wettbewerb mit anderen errungen. Züge eines Wettbewerbs finden sich in allen Lebenszusammenhängen: in Liebesbeziehungen, in harmlosen Spielen und sonstigen Beziehungen aller Art. Der Neurotiker (aber auch der weniger stark gestörte Mensch) reagiert auf den Wettbewerb mit einem neurotischen Konkurrenzbedürfnis: Er
- vergleicht sich auch dann mit anderen, wenn es unsinnig ist,
- verlangt von sich, einzigartig und ungewöhnlich zu sein,
- entwickelt einen von Feindseligkeit begleiteten Ehrgeiz.

In einer Liebesbeziehung führt das neurotische Konkurrenzbedürfnis z. B. dazu, dass der Neurotiker den Partner zu unterwerfen und unterdrücken versucht. Der Wunsch, den Partner damit zu demütigen, kann vorsätzlich, aber auch völlig unbewusst sein.
Zur Tarnung seines neurotischen Konkurrenzbedürfnisses verfällt der Neurotiker entweder in Bewunderung oder Skepsis. Neurotische Skepsis bricht jedoch in dem Moment in sich zusammen, in dem sie in Frage gestellt wird. Neurotische Bewunderung will davon ablenken, dass man dem Bewunderten den Erfolg nicht gönnt. Nur der Neurotiker selbst hätte ihn verdient, meint er. Frauen treiben z. B. gerne Männer mit ihrer Bewunderung an, um den eigenen Wunsch nach Erfolg zu verwirklichen.
Überraschend findet Horney auch einen Einfluss des Wettbewerbs auf die Partnerwahl: Die Partnerwahl von gesunden Menschen ist nach ihrer Ansicht überwiegend vom jeweiligen Ansehen und Besitz geprägt und nur wenig von Neigung, diejenige des Neurotikers ausschließlich von Macht/Ansehen/Besitz. Außerdem verstärke der Wettbewerb überraschend die Neigung zu homosexueller Partnerwahl. Denn er bewirke, dass das andere Geschlecht als gefährlicher und ein Bündnis mit dem eigenen Geschlecht als ungefährlicher und vorteilhaft empfunden werde.
Der Wettbewerb erzeugt im Neurotiker starke Ängste und bringt ihn u. U. dazu, sich aus dem Wettbewerb zurückzuziehen. Die Ängste entstehen, weil der Neurotiker Vergeltung, Demütigung, gezielte Gegenwehr bis hin zur eigenen Vernichtung befürchtet, aber noch viel mehr, weil er im Wettbewerb außer nach Macht auch noch nach Liebe strebt, eine Kombination, die nicht zu verwirklichen ist.
Aus dieser Klemme gibt es 2 Auswege:
- Er tarnt seine Herrschsucht als selbstlosen Einsatz für eine gerechte Sache (was allerdings zu permanentem Rechtfertigungszwang führt).
- Er bändigt seinen Ehrgeiz.

Typische Formen der Angst in einer Wettbewerbssituation sind:
- Angst vor Misserfolg. Der Neurotiker bewertet Misserfolg in seiner Bedeutung völlig über. Infolgedessen leidet er unter Konzentrationsunfähigkeit, hypochondrischen Befürchtungen und erschöpft sich durch Arbeit übermäßig. Zur Erholung von den Strapazen vermeidet er jegliche Art von Wettbewerb, wodurch ihm jedoch echte Erholung unmöglich wird.
- Angst vor Erfolg. Der Neurotiker fürchtet den Entzug von Liebe und den Neid der anderen als Folge des Erfolgs. Diese Angst äußert sich in unbewussten Fehlleistungen (z. B. Vergesslichkeit), die den Erfolg verringern.

### Die Abkehr von Freud
Horney hat sich von Sigmund Freud nie richtig abgewendet, aber sie hat seine Begrifflichkeit und seine Vorstellungen vom Seelenleben des Menschen an vielen Stellen völlig überarbeitet und ist nach ihrer Übersiedlung in die USA im Jahre 1932 nach und nach zu einer gravierend andersartigen Sichtweise auf zentrale psychoanalytische Begriffe und zur Erklärung menschlicher Probleme gekommen. Ihren Ansatz zur Erklärung der Symptome im neurotischen Störungsbild kann sie beeindruckend vor dem Hintergrund der freudschen Theorie entfalten und plausibel machen. Freud bleibt aber für sie ein hervorragender Beobachter psychischer Eigenarten des Menschen und einzigartiger Urheber vieler grundlegender Erkenntnisse in der Tiefenpsychologie.
Mit der Ablehnung des Ödipus-Komplexes hat sie allerdings den „Rubikon“, die von Freud selbst gezogene Trennlinie zwischen Psychoanalyse und anderen Therapieansätzen, überschritten. Deshalb zählt Horney zu den Neopsychoanalytikerinnen. Mit dem hier zugrunde liegenden Buch wurde Horney weltbekannt.

#### Penisneid
Horneys allererste und persönlichste Kritik an der Lehre Freuds entzündete sich am Penisneid. In einem ihrer früheren Aufsätze unterscheidet sie einerseits zwischen einem primären Penisneid, womit sie die „augenscheinliche Bevorzugung des Knaben hinsichtlich der Harnerotik, des Schautriebes, der Onanie“ meint. Andererseits könne sie zwar „der Auffassung Freuds, dass die Entwicklung zur Objektliebe für das Mädchen über den Penisneid geht, prinzipiell beistimmen“, der unbewusste Wunsch, einen Penis zu besitzen resultiere aber – im Sinne eines sekundären Penisneids – vor allem aus der ödipalen Liebe zum Vater und einer „zärtlichen Einstellung“ zu ihm. Unbewusst gehe es dem Mädchen also nicht vor allem darum, einen Penis besitzen zu wollen, sondern so zu sein wie der geliebte und begehrte Vater. Außerdem trage die „tatsächliche Benachteiligung der Frau im sozialen Leben“ möglicherweise viel stärker zu den weiblichen Minderwertigkeitsgefühlen bei als der unbewusste Wunsch, anatomisch so zu sein wie der Vater: „Tatsächlich steht das Mädchen von seiner Geburt an unter einer - ob gröberen oder feineren, aber unausweichlichen - Suggestion seiner Inferiorität, die den Männlichkeitskomplex dauernd speisen muss.“

#### Phallische Phase
Sigmund Freud nahm an, dass sich die kindliche Sexualität von der des Erwachsenen darin unterscheide, dass die Vagina bis zur Pubertät als erogene Zone „unentdeckt“ bleibe, und sprach deshalb von der phallischen Phase bei den Kindern im Alter von 3–5 Jahren. Horney hielt dies für zweifelhaft, hielt dagegen „vaginale Organgefühle“ und vaginale Onanie bei kleinen Mädchen für eine empirische Tatsache, und nahm an, dass das „Unentdecktsein“ der Vagina tatsächlich eine Verleugnung der Vagina sei. Dahinter stecke „die männliche Kastrationsangst als eine Antwort des Ichs auf seine Weiblichkeitswünsche.“ Horney schreibt in ihrem 1932 erschienenen Aufsatz Die Angst vor der Frau: „Aus den anatomischen Geschlechtsunterschieden ergibt sich für den Knaben eine ganz andere Situation als für das Mädchen - und nur wenn man die reale Situation der Kinder in der Zeit ihrer frühen Sexualität zugrundelegt, wird man ihre Ängste und die Verschiedenheit ihrer Ängste verstehen können. Das Mädchen will aufgrund seiner biologisch gegebenen Natur empfangen, in sich aufnehmen; es fühlt oder weiß, dass sein Genitale zu klein ist für den väterlichen Phallus und muss darum auf ihre eigenen genitalen Wünsche mit direkter Angst reagieren, mit der Angst nämlich, dass die Erfüllung seiner Wünsche ihm oder seinem Genitale Zerstörung bringen würde. Der Knabe dagegen, der fühlt oder instinktiv abschätzt, dass sein Penis viel zu klein ist für das mütterliche Genitale, reagiert mit der Angst, nicht zu genügen, abgewiesen, ausgelacht zu werden. Er erlebt also eine ganz anders gelagerte Angst als das Mädchen: seine ursprüngliche Angst vor dem Weibe ist keine Kastrationsangst, sondern eine Reaktion auf die Bedrohung seines Selbstgefühls.“

#### Triebtheorie
In ihrem Spätwerk ging Horney zunehmend auf Distanz zu einigen grundlegenden Hypothesen Sigmund Freuds. Dazu gehört die Triebtheorie. In ihrer Schrift Das neurotische Liebesbedürfnis schreibt sie, dass die "Unersättlichkeit des neurotischen Liebesbedürfnisses" gemäß der Libidotheorie Ausdruck einer 'oral-erotischen Fixierung' oder 'Regression' wäre. Ihrer Ansicht nach reduziert diese Sicht allerdings "sehr komplizierte psychische Sachverhalte auf physiologische Gegebenheiten". Sie glaube vielmehr, dass die Ursache des gesteigerten Liebesbedürfnisses von neurotischen Menschen in "einer gesteigerten Lebensangst" liege: "Ihr unaufhörliches Suchen nach Liebe ist ein Versuch, diese Angst zu beschwichtigen."

#### Ödipuskomplex
Auch von dem sogenannten Ödipuskomplex rückte Horney nach ihrer Übersiedlung in die USA ab. Freud beschreibt den Ödipuskonflikt ursprünglich als Inzestphantasie des Kindes zwischen dem dritten und fünften Lebensjahr in Bezug auf den gegengeschlechtlichen Elternteil, verbunden mit der Rivalität gegenüber dem Elternteil gleichen Geschlechts und der damit einhergehenden Angst vor dessen Rache. Nach Ansicht von Horney sei der Ödipuskomplex zwar bei Neurosen ein wichtiger Bestandteil, aber "unter sehr unterschiedlichen kulturellen Bedingungen" sei "er nicht zu finden." Für Horney ist der Ödipuskomplex somit kein Phänomen, das sich aus der Natur des Menschen ergebe, sondern vielmehr ein kulturelles Phänomen, das u. a. mit den patriarchalischen Verhältnissen und den sozialen Bedingungen unserer Gesellschaft in Verbindung stehe. Auch den von Freud in die psychoanalytische Theoriebildung eingeführte und von vielen Autoren aufgegriffenen sogenannten femininen Masochismus hielt Horney, insbesondere in Abgrenzung zu der Psychoanalytikerin Helene Deutsch, nicht für ein "anatomisch-physiologisch-psychisches Merkmal der Frau, sondern für ein "sozial bedingtes Phänomen" im Zusammenhang mit der Benachteiligung und Herabsetzung von Frauen in den heutigen gesellschaftlichen Verhältnissen.
Infantile Sexualität
In einem ihrer späteren Schriften Selbstanalyse schreibt Horney, dass von der „einseitigen Betonung sexueller Faktoren“ bei Freud. Eine weitere „einseitige Betonung“ sieht Horney in dieser Schrift hinsichtlich „der beharrlichen Tendenz, eine besondere gegenwärtige Schwierigkeit als statische Wiederholung eines speziellen Kindheitserlebnisses zu betrachten.“ Diese Formulierungen belegen die Abkehr Horneys von Freud im Hinblick auf die Bedeutung der infantilen Sexualentwicklung. Die Psychoanalytikerin Lilli Gast sieht darin ein Beispiel für die „Entsexualisierung des psychoanalytischen Diskurses“ in der Geschichte der Psychoanalyse im amerikanischen und britischen Exil. Dahinter stehe, so Gast, die Ablehnung von Freuds „vermeintlichen Negativismus und Kulturpessimismus sowie seine Annahme der genuinen Triebgeleitetheit des Menschen.“ In ihrer Schrift Neurose und menschliches Wachstum schreibt Horney hierzu, dass das von Freud modellierte Menschenbild den Menschen auf primitive Instinkte sowie „seine Entwicklung auf eine blosse Zähmung und Überwindung des status naturae reduziere.“ Im Grunde knüpft Horney mit dieser Sichtweise an die Auffassungen von Alfred Adler an, dessen großes Verdienst es nach Ansicht von Horney war, „dass er erkannte, welche Bedeutung das triebhafte Streben nach Macht und Überlegenheit für Neurosen hat.“ Freud nahm an, dass die Kindheitserlebnisse für den Erwachsenen von großer Bedeutung sind und sie von ihm fast mechanisch wiederholt werden (unbewusster Wiederholungszwang). Hier bestreitet Horney nicht, dass es einen Zusammenhang gibt, sieht aber die Wiederholung als eine Folge der Charakterzüge, die infolge der Verarbeitung der frühen Erlebnisse entwickelt wurden.

#### Todestrieb
Wie viele andere Psychoanalytiker lehnte auch Horney den von Freud 1920 in die psychoanalytische Theoriebildung eingeführten Todestrieb als eigenständigen Trieb im Menschen ab. Horney kritisierte vor allem „den Instinktcharakter der selbstzerstörerischen Triebe, wie er von Freud postuliert wurde.“ Nach Ansicht von Horney kommt der Selbsthass vieler neurotischer Menschen nicht von einem Todestrieb, sondern daher, dass der Mensch nicht imstande sei, sein eigenes Ideal von „einem göttergleichen, vollkommenen Wesen“ zu lieben, und deshalb müsse er sich hassen. Zu Freud schreibt sie: „Freuds Ansicht über die menschliche Natur war pessimistisch, und aufgrund seiner Prämissen konnte sie gar nicht anders sein. So wie er den Mensch sah, ist dieser zur Unzufriedenheit verdammt, welchen Weg er auch einzuschlagen vermag (…) Was wir als gesundes Streben nach Selbstverwirklichung betrachten, war für Freud nur ein Ausdruck narzisstischer Libido und konnte es auch nur sein.“ Da Horney den Ort sittlicher Forderungen und des Gewissens im Ich und nicht im Über-Ich sieht, ist das Über-Ich für sie – anders als bei Freud – von geringer Bedeutung. Das Ich spielt dagegen – ähnlich wie bei Alfred Adler – bei Horney die zentrale Rolle.

### Horneys Spätwerk
Ihre drei weiteren Bücher bezeichnet Horney selber als Ergebnis ihres Versuchs, die Dynamik in Neurosen (noch) besser zu verstehen (Kap. Theoretische Betrachtungen). Sie entwickelt dabei zunehmend präzisere Vorstellungen von den Konflikten in der Neurose und ihren Auswirkungen und kommt in ihrem letzten Band zu dem Schluss, dass die Neurose ein Konflikt zwischen dem „Wahren Selbst“ und den destruktiven Kräften des „Systems des Stolzes“ (Horneys eigener Begriff) ist.
Die neurotische Entwicklung eines Menschen vollzieht sich nach ihrer Ansicht (wie auch in der hier folgenden Darstellung) Schritt für Schritt. Grob zusammengefasst besteht sie zuerst in der Suche nach Ruhm und Ehre, dann im Erheben neurotischer Ansprüche, der Verfolgung neurotischer Gebote und im Ausdruck von neurotischem Stolz. Begleitet wird die Entwicklung von immer heftigerem Selbsthass, zunehmender Selbstverachtung und sich vertiefender Selbstentfremdung. Alle diese Größen formen den „zentralen inneren Konflikt“ (Horneys eigener Begriff).
Zur Entschärfung des Konflikts fragmentiert sich die Psyche des Neurotikers, und es entwickelt sich eine automatische (unbewusste) (Gefühls-)Kontrolle. Derart geplagt, greifen Neurotiker beispielsweise zu Versuchen, die Blockaden und Grenzen mit Hilfe einer expansiven Haltung zu meistern, oder aber zu schwelgerischer Unterlegenheit oder zum resignierten Rückzug von inneren Konflikten.

#### Verstrickung in die Neurose
Suche nach Ruhm und Ehre
Die Äußerungen eines Neurotikers, die als die Suche nach Ruhm und Ehre zusammengefasst werden, wurden zuerst von Alfred Adler beschrieben. Sie treten im Zuge einer sich verschlimmernden Neurose auf, die eine ausgedehnte Vorgeschichte hat.
In dieser Vorgeschichte treten die Stadien Entwicklung der Grundangst, Entwicklung einer vereinheitlichenden Grundhaltung, Entwicklung strategischer Methoden im Umgang mit anderen Menschen, Selbstidealisierung und Identifizierung mit dem Selbstideal auf.
Nachdem der Neurotiker beschlossen hat, sein idealisiertes Selbst zu verwirklichen (und nicht mehr sein wahres Selbst), macht er dies in seinem menschlichen Umfeld bekannt, was sich als Suche nach Ruhm und Ehre äußert. Darin wird das Bedürfnis nach Vollkommenheit, nach Umwandlung in eine ganz andere Person, sowie eine übersteigerte Rolle der Phantasie sichtbar, die das Augenmaß für das Konkrete und Abgegrenzte verloren hat, wie es ggf. bei Personen mit einem falschen Selbst der Fall ist.
Neurotische Ansprüche
Neurotische Ansprüche sind das Ergebnis einer neurotischen Persönlichkeitsentwicklung und der Erfahrung, dass sich das idealisierte Selbst nicht mit der Realität in Einklang bringen lässt. Unfähig die Realität genauer zu verstehen, fordert der Neurotiker von der Realität ein Bild von sich, das seinem idealisierten Selbst entspricht. So fordert er für sich z. B. besondere Rücksicht, Aufmerksamkeit und Ehrerbietung, bis hin zur exklusiven Aufhebung physikalischer Gesetze.
Neurotische Ansprüche zeichnen sich durch Maßlosigkeit, Anspruchsdenken, beinahe willkürliche Forderungen und Egozentrik aus. Dem Neurotiker fehlt das zugehörige Problembewusstsein. Die Umsetzbarkeit und Angemessenheit der Forderungen wird nicht reflektiert. Die neurotischen Ansprüche beziehen sich auf beliebige Dinge, die eigentliche Ursache der Ansprüche ist ihm aber immer unbekannt. Der neurotische Anspruch kommt z. B. in der Verkleidung des Versuchs zu beeindrucken, in einer geweckten Erwartung, in der Betonung des eigenen Leidens, in mürrischem oder reizbarem Verhalten, in heftigen Anklagen und in Provokationen zum Ausdruck.
Neurotische Gebote (Solls, Tabus)
Bei den neurotischen Geboten unterscheidet Horney zwischen den positiven Geboten, den Solls, die unter allen Umständen erreicht werden sollen (Vorbild sein, immer ehrlich, großzügig, gerecht, mutig sein) und den negativen Geboten, den Tabus, die unter allen Umständen vermieden werden sollen (nie müde sein, sich von nichts berühren lassen, nie verletzt sein). So vorbildlich, wie diese Vorstellungen auch sein mögen, so rücksichtslos sind sie gegen den Neurotiker und so sehr setzt er sich mit ihnen über die eigenen Grenzen hinweg.
Die Solls und Tabus sind die Fortsetzung des Strebens nach Ruhm und Ehre nach innen hin, in Form eines permanenten Spießrutenlaufs mit dem Ziel der Transformation in das Selbstideal. Typische Vorstellung ist dabei, dass nichts unmöglich sein sollte … und ist. Weder die Solls noch die Tabus sind aber in Reinform umsetzbar und so erlebt der Neurotiker ständig auch die Unerfüllbarkeit der Idealvorstellungen. Die Enttäuschung und Ernüchterung darüber ist stets unverhältnismäßig. Sie löst eine so starke Verunsicherung aus, dass sie mit noch größerer Kraftanstrengung aus dem Bewusstsein verdrängt wird. Sie soll unbewusst bleiben.
Obwohl die Solls heftig begehrt werden und sogar noch antizipiert werden, ist die emotionale Qualität dieser Verhaltensweisen/Eigenschaften (z. B. Liebenswürdigkeit, Ehrlichkeit) blass, flüchtig und wenig überzeugend. Ein Leben ohne die tabuisierten Eigenschaften (z. B. Zärtlichkeit, Vertrauen) ist auf der anderen Seite ebenfalls wenig vorstellbar und alles in allem unglaubwürdig.
Neurotischer Stolz
Neurotischer Stolz entwickelt sich als Ersatz für gesundes Selbstvertrauen. Worauf der Neurotiker stolz ist, ist fast beliebig. Es wird letztlich alles benutzt, was geeignet erscheint: Stolz auf Unverletzbarkeit, auf das Manipulationsvermögen anderer Menschen, auf Ehrlichkeit, auf Selbstlosigkeit, auf völlige Selbständigkeit, auf Moralität, auf einen Prestigewert (z. B. ein Auto). Hinter allen Arten des neurotischen Stolzes verbirgt sich der Zwang, stolz auf sich zu sein, der Taschenspielertrick, mit dem das Gefühl der Schwäche und Minderwertigkeit in vermeintliche Stärke verwandelt wird. Typische derartige Verdrehungen sind z. B.:
- Blinde Rebellion gegen Moralgesetze → Stolz auf unbegrenzte Freiheit,
- Tabu, etwas für sich selbst tun zu dürfen → Stolz auf Selbstlosigkeit,
- Empfinden von Abhängigkeit → Stolz auf Liebesfähigkeit,
- Empfinden von Rachsucht → Stolz auf Gerechtigkeit.

Wird der neurotische Stolz verletzt, zeigt der Neurotiker Scham oder er fühlt sich gedemütigt. Falls starke Tabus bestehen, Scham zu zeigen, zeigt der Neurotiker u. U. ersatzweise Trauer. Die Möglichkeit der Umwandlung in andere Gefühle ist groß (z. B. in irrationale Feindseligkeit, unerwartete Rachsucht, unerklärliches Desinteresse oder Humor).
Selbsthass und Selbstverachtung
Selbsthass und Selbstverachtung sind die Folge der vergeblichen Versuche, das tatsächliche Wesen des Neurotikers in das Selbstideal zu transformieren. Horney zählt 6 Formen des Selbsthasses ohne Anspruch auf Systematik auf:
- Unnachgiebige Forderungen an das Selbst: Dies sind die bereits erwähnten Solls und Tabus. Auf ihre Erfüllung reagiert der Neurotiker mit Stolz, auf den Verstoß mit Selbsthass.
- Verdammende Selbstanklagen: Sie werden ausschließlich zum Ausdruck des Selbsthasses erhoben und sind ansonsten unbegründet. In ihnen spiegelt sich ein Soll wider, das nur zum Schutz vor Minderwertigkeitsgefühlen erhoben wird, das in der Sache aber nicht begründet ist. Die Selbstanklagen richten sich gegen bestehende Schwierigkeiten (z. B. mangelndes Eintreten für sich selbst anderen gegenüber), gegen die Motivation für ein bestimmtes Tun (Eigeninteresse im Zusammenhang mit Hilfsbereitschaft), gegen Missgeschicke außerhalb des eigenen Einflusses (Selbstvorwurf der Unachtsamkeit trotz völliger Unbeteiligtheit), gegen Unfassbares (unerklärliche Schuldgefühle werden für Schuld aus einem früheren Leben gehalten), gegen positive Handlungen (Genuss führt zum Vorwurf von Schlemmerei, Sorgfalt zum Vorwurf von Hätschelei).
- Selbstverachtung: Mit Selbstverachtung fasst Horney alle Vorwürfe zusammen, die das Selbstvertrauen untergraben: Selbsterniedrigung, -herabsetzung, -zweifel, -beschuldigung, -beschimpfung und -verspottung. Die Selbstverachtung bewirkt, dass sich der Neurotiker mit jedem zum eigenen Nachteil vergleicht, in zwischenmenschlichen Beziehungen sehr verletzbar ist, die Übergriffe anderer hinnimmt und nach Zuneigung und Liebe der anderen lechzt.
- Selbstfrustration: Hier greift der Selbsthass Tatsachen und Gegebenheiten des Lebens an und macht sie zu einer Quelle permanenter Frustration. So wird z. B. aus dem Bedürfnis nach Zuneigung und Anerkennung ein neurotisches Liebesbedürfnis, aus der Freiheit der Wahl die Tyrannei der Solls, aus der Selbstachtung Selbstanklagen und Selbstverachtung, aus dem Interesse fürs Leben Tabus gegen Genuss, aus einer erwartungsvollen Einstellung die Zerschlagung von Hoffnung, aus dem Wunsch nach Verbesserung der Lebensverhältnisse ein Tabu gegen jegliches Streben.
- Selbstquälerei: Hier ist die Selbstfrustration mit Befriedigung verbunden, nämlich mit der Erfüllung eines neurotischen Gebots (z. B. kleinliches Sparen → Erfüllung des Gebots absoluter Sparsamkeit). Andere Beispiele für Selbstquälerei sind Sadismus, Masochismus und Masturbationsphantasien.
- Selbstzerstörung: Impulse zur Selbstzerstörung können subtil bis heftig, bewusst bis unbewusst, phantasiert bis real sein. Ihr Ziel ist die geistige, psychische oder sogar physische Selbstzerstörung (Selbstmord). Sie treten so kurz auf, so dass sie kaum in die Tat umzusetzen sind. Extremer Leichtsinn, Drogeneinnahme und Arbeitssucht sind ebenfalls die Folge unbewusster Selbstzerstörungsimpulse. Zerstörerische Handlungen sind das Unterminieren des eigenen Erfolgs, Selbstvernachlässigung, sexuelle Wahllosigkeit, Lügen und Stehlen.

Der zentrale innere Konflikt
Die neurotische Entwicklung führt nicht nur über die Selbstidealisierung zu neurotischem Stolz, neurotischen Ansprüchen, Solls und Tabus (zusammen kurz als neurotischer Stolz bezeichnet), sondern wie schon erwähnt auf der anderen Seite auch zu Selbsthass und Selbstverachtung, der zweiten Seite der Medaille. Die Selbstidealisierung zwingt den Neurotiker, dem Phantom des Selbstideals nachzujagen, während dessen Unerreichbarkeit den Selbsthass erregt. Um das Selbstideal zu erreichen, antizipiert der Neurotiker zusätzlich die Maßstäbe des Ideals und bewertet mit ihrer Hilfe sein wahres Selbst, was ebenfalls zu Selbsthass und Selbstverachtung führt.
Aus Selbsthass und Selbstverachtung resultiert das Gefühl des Neurotikers, mit sich selbst im Krieg zu stehen. Da der Konflikt nicht beigelegt werden kann, ist der Neurotiker zutiefst verunsichert. Außerdem quält ihn die Assoziation, ein Schwindler oder gar Betrüger zu sein. Tatsächlich bestehen sogar zwei Konflikte nebeneinander:
1. Zwischen neurotischem Stolz, Selbsthass und Selbstverachtung = System des Stolzes (Horney),
2. Zwischen dem System des Stolzes und dem wahren Selbst.

Der 2. Konflikt ist der schwerere. Horney hat ihn den zentralen inneren Konflikt genannt. Im ersten bekriegen sich die destruktiven, im zweiten die destruktiven und konstruktiven Kräfte.
Selbstentfremdung
Der Begriff der Selbstentfremdung stammt aus der Psychiatrie und wird dort für Zustände verwendet, in denen ein Mensch seine Identität verloren zu haben scheint oder nicht mehr weiß, wo er ist, oder was er getan hat. In weniger schweren Fällen ist die Fähigkeit zu bewusstem Erleben gemindert.
Horney beschreibt mit ihm die Folgen der neurotischen Entwicklung. Der Neurotiker ist wie durch eine Blockade von seinem wahren Selbst getrennt. Sie vergleicht die Selbstentfremdung mit Sören Kirkegaards „Krankheit zum Tode“. Auffälligstes Symptom ist dabei der unpersönliche Umgang mit sich selbst.
Im Gefühlsleben schlägt sich Selbstentfremdung entweder in übertriebenen oder in abgestumpften, verflachten Gefühlen nieder. Stärke, Art und Bewusstheit des Gefühlsausdrucks sind vom System des Stolzes bestimmt. Hinzu kommt das Leiden an der Tatsache, dass der Neurotiker bisher keine einzigartigen Erfolge erzielen konnte.
Die dämpfende Wirkung der Neurose ist dem Neurotiker nicht bewusst. Seine Gefühllosigkeit in Freundschaften, seine Unempfindlichkeit für Schönheit, die Abwesenheit von jeglicher Gefühlsregung aber sehr wohl. Der emotionale Mangel ist z. B. hinter oberflächlicher Lebhaftigkeit, falscher Spontanität oder Sensationsgier verborgen. Erwartungen von außen werden dagegen erstaunlich sicher empfunden.
Der Neurotiker hat die Energie eines normalen Menschen, doch die Energie zur normalen Daseinsbewältigung ist geschmälert. Seine Suche nach Ruhm und Ehre kostet ihn viel Kraft. Die Selbstentfremdung nimmt dem Neurotiker den Richtungssinn. Ersatzweise lässt er sich treiben. Manchmal wird die Orientierungslosigkeit erst sichtbar, wenn traditionelle Bahnen nicht mehr benutzt werden können. Nachgiebiges Verhalten hat ähnliche Gründe. Die Fähigkeit Verantwortung zu übernehmen ist gering, die Integrationskräfte sind verringert.

#### Maßnahmen zur inneren Spannungsminderung
Psychische Fragmentation
Um die intrapersonale Spannung zu mindern, kann das Interesse für einen Teilbereich des Lebens aufgegeben werden. Die eigenen Schwierigkeiten erscheinen so zusammenhangslos und unverbunden. Die Aufklärung über die Zusammenhänge stößt auf hartnäckiges Desinteresse. Zwei Methoden können hierbei unterschieden werden: Ignoranz von Kausalzusammenhängen und widersprüchliche Wertmaßstäbe.
Automatische Kontrolle
Im Neurotiker arbeitet ein unbewusstes, völlig unsichtbares Kontrollsystem, das die Gefühle dämpft. Denn die Gefühle sind eine schwere Gefahrenquelle für den seelischen Frieden. Dadurch aber sind Gefühlsausdruck und impulsive Handlungen ständig unter Kontrolle. Widerstrebende Gefühle werden so angenehm entschärft. Obwohl der Neurotiker nichts von diesem Kontrollsystem weiß, fürchtet er das Nachlassen des Kontrollsystems, kann deshalb nicht Einschlafen, hat Angst vor einer Narkose, vor der Wirkung von Alkohol uvm. Kommt es am Kontrollsystem vorbei zu einem Gefühlsausbruch, gerät der Neurotiker in Panik.
Die neurotischen Grundtypen
Horney fasst die Charakterentwicklung bei Neurotikern in drei Störungstypen zusammen. Den expansiven Typ, den selbstverleugnenden und den resignierten Typ. Diese Typen treten jedoch nie in Reinform auf. Die Typisierung hat den Zweck, die Vielfalt von Störungstypen zu systematisieren.
Expansion als Lösung
Der expansive Typ identifiziert sich mit seinem idealen Selbst (Erhöhung aufs Selbstideal). Das bewirkt den grandiosen Eindruck, den man von diesem Menschen hat. Zum expansiven Typ gehören der narzisstische, der perfektionistische und der arrogant-rachsüchtige Typ, die in der Literatur häufig beschrieben werden.
Selbstverleugnung als Lösung
Der selbstverleugnende Typ glorifiziert seine Unterlegenheit. Dabei kultiviert und übertreibt er seine Hilflosigkeit und sein Leiden. Er ist ein blinder Passagier ohne Rechte, hat Angst davor Spiele zu gewinnen, kann sich nicht gegen Ausbeutung wehren, unterstützt als Opfer den Täter, hat Angst vor Erfolg und Rampenlicht. In seiner Phantasie ist er ein Held, furchtlos, durchsetzungs- und vergeltungsstark. Seine unechte Bescheidenheit führt zu einer Schrumpfung, die die Person schwächt. Seinem Selbsthass steht der Neurotiker hilflos gegenüber. Der selbstverleugnende Typ ist aussichtsreicher Kandidat für eine Beziehung mit morbider oder krankhafter Abhängigkeit vom Partner.
Resignation als Lösung
Der resignierte Typ zieht sich vom inneren Schlachtfeld zurück und erreicht so, dass seine Konflikte weniger berührt werden. Die Strategie des Verzichts findet sich als Empfehlung auch in vielen Religionen, um eine geistig-seelische Entwicklung zu ermöglichen. Eine Lösung des Konflikts ist das Verhalten jedoch nicht. Den Resignierten kennzeichnet, dass er Betrachter seines Lebens und seines Selbst ist, dass er eine Abneigung gegen alle Anstrengung hat, seine Wünsche einschränkt, sich absondert, gegen Einfluss, Druck, Zwang und Fesseln empfindlich ist, und eine große Abneigung gegen jeglichen Wandel hat.
In der Phantasie hat er dagegen vor, große Taten zu vollbringen, fühlt sich überlegen, steht über dem Wettbewerb um.... Der Resignierte hat seine expansive und seine selbstverleugnende Seite stillgelegt. Er betont das Sein und sieht keinen Wert in Wachstum und Veränderung. Einmischungen von außen werden abgewiesen. Er ist selbstgenügsam, unabhängig, stoisch, wunschlos und fair.

#### Die Bedeutung von Liebe und Sexualität für den Neurotiker
Horney bestreitet, dass eine Liebesbeziehung einen Neurotiker heilen kann. Der Neurotiker ist nämlich zutiefst überzeugt, nicht liebenswert zu sein. Damit kann die Erfahrung von Liebe, die ihm bestätigt liebenswert zu sein, nicht wirken. Ursache ist ein fragmentiertes Denken: Der Zusammenhang zwischen bestimmten Eigenschaften einer Person und dem Empfinden von Liebenswürdigkeit kann nicht gefühlt werden. Sexualität stellt für den Neurotiker einen intimen menschlichen Kontakt her, muss aber darüber hinaus noch menschliche Nähe ersetzen. Verschärfend kommt hinzu, dass der Neurotiker unter der Herrschaft des neurotischen Stolzes steht, der sexuelle Funktionstüchtigkeit, Attraktivität, freie Partnerwahl, Erfahrungsvielfalt u. a. in den Vordergrund treten lässt.

## Kritik an Horney
Kritik an der Theorie von Horney findet sich vor allem bei Theodor W. Adorno und Herbert Marcuse. Adorno kritisiert an dem neofreudianischen Ansatz der von ihm so genannten revisionistischen Schule (Erich Fromm, Karen Horney, Franz Alexander) die Abkehr von Freuds Triebtheorie hin zu einer am Charakter orientierten Ichpsychologie. Die von Fromm und Horney betriebene „Soziologisierung“ der Psychoanalyse falle gerade in ihren soziologischen Begriffen hinter die immanent in Freuds Schriften enthaltene Gesellschaftskritik zurück.
Den Ansatz der Kritik an Horney, Fromm und der neofreudianischen Schule übernahm auch Herbert Marcuse, wenn auch in etwas anderer Diktion, in seinem Band Eros and Civilization und anderen Schriften.
Nach der Verdrängung der jüdischen Mitglieder aus dem Institut blieben aus der Zeit vor 1933 nur Horneys Lehranalytiker wie Felix Boehm, Carl Müller-Braunschweig und international unbedeutende Psychologen wie Fritz Riemann zurück, die unter Görings Leitung aus Freuds Theorie eine „deutsche Tiefenpsychologie“ machen wollten, indem sie sich vom „alten jüdischen Unbewußten als Müllkübel der Zivilisation“ (C.G. Jung) hin zum jungen und wilden deutschen Unbewussten wenden wollten. Praktisch erfolgte dies unter anderem mit der „Heilung“ von Homosexuellen oder der Auslese von Soldaten. Der Vortrag Horneys (1936) kam dieser Tendenz entgegen. Der Text wurde anschließend im Zentralblatt für Psychotherapie (Jahrgang 1937/38, S. 69–82) veröffentlicht. Adorno und Marcuse nahmen ihrerseits die Kritik von Horneys Lehranalytiker Karl Abraham auf.

## Gedenken
Am 8. März 2025 wurde an ihrem ehemaligen Wohnort, Berlin-Zehlendorf, Sophie-Charlotte-Straße 15, eine Gedenktafel enthüllt.

## Schriften
- Der Kampf in der Kultur in: Joachim Wach et al.: Das Problem der Kultur und die ärztliche Psychotherapie. Sechs Vorträge zu Freuds „Unbehagen in der Kultur“, gehalten im Wintersemester 1930/31. Thieme, Leipzig 1931, S. 105–118 (Vorträge des Instituts für Geschichte der Medizin an der Universität Leipzig Band 4, hrsg. von Henry E. Sigerist)
- The Neurotic Personality of Our Time, New York 1937 / Der neurotische Mensch unserer Zeit, Stuttgart 1951
- New Ways in Psychoanalysis, New York 1938 / Neue Wege in der Psychoanalyse, München 1977
- Self-Analysis, New York 1942 / Selbstanalyse, München 1974
- Our Inner Conflicts, New York 1945 / Unsere inneren Konflikte, München 1973
- Neurosis and Human Growth, New York 1950 / Neurose und menschliches Wachstum, München 1975
- Feminine Psychology, posthum New York 1967 / Psychologie der Frau, München 1977

- Die Psychologie der Frau. 4. unveränderte  Auflage. Westarp Verlagsservicegesellschaft, Hohenwarsleben 2017, ISBN 978-3-86617-137-4 (englisch: Feminine Psychology. Übersetzt von Liselotte Julius).

- Final Lectures, posthum New York 1987 / Analytische Technik, Frankfurt am Main 1990